# The Beast (Fernsehserie)
The Beast ist eine US-amerikanische Fernsehserie, welche am 15. Januar 2009 ihre Premiere beim Sender A&E feierte.
Die Serie besteht aus 13 Folgen in einer Staffel und stellt zugleich die letzte schauspielerische Darbietung des Schauspielers Patrick Swayze dar, der im September 2009 seinem Krebsleiden erlag.
Eine deutschsprachig synchronisierte Ausstrahlung, war seit 28. Januar 2010 beim Sender AXN zu sehen.

## Handlung
Die Serie handelt vom erfahrenen FBI-Agenten Charles Barker (Patrick Swayze) und dessen ihm neu zugeteilten jungen Partner Ellis Dove (Travis Fimmel). Barkers Methoden gelten als umstritten, weshalb FBI-intern gegen ihn ermittelt wird. Sein junger Partner, der gegen ihn ermitteln soll, steht daher im Konflikt: loyal zu seinem Partner und Mentor zu sein, oder ihn aufgrund seiner überharten Art an seine Vorgesetzten zu verraten.

## Besetzung und Synchronisation
Die deutschsprachige Synchronisation der Serie erfolgte bei der Berliner Synchron AG Wenzel Lüdecke unter Dialogbuch und Dialogregie von Andreas Pollak.
| Schauspieler             | Charakter      | Synchronsprecher |
| ------------------------ | -------------- | ---------------- |
| Patrick Swayze           | Charles Barker | Jan Spitzer      |
| Travis Fimmel            | Ellis Dove     | Robin Kahnmeyer  |
| Kevin J. O’Connor        | Harry Conrad   | Peter Flechtner  |
| Lindsay Pulsipher        | Rose Lawrence  | Nicole Hannak    |
| Lawrence Gilliard junior | Ray Beaumont   | Florian Halm     |

## Veröffentlichung auf DVD
Die komplette Serie, dennoch bezeichnet als erste Season, wurde von Sony am 12. August 2010 auf DVD veröffentlicht.